# Jetty Paerl
Henriette Nanette (Jetty) Paerl, officieel Paërl (Amsterdam, 27 mei 1921 – Amstelveen, 22 augustus 2013) was een Nederlandse zangeres en cabaretière, die in de jaren veertig en vijftig populair was in Nederland.

## Levensloop

### Zangeres voor Radio Oranje
Paerl bezocht begin mei 1940 op 18-jarige leeftijd met haar moeder Rosa Wijnberg haar vader, de filmproducent Jo Paerl,  die in Brussel bezig was met een (nooit voltooide) film met in de hoofdrol de zwemster Willy den Ouden. In dat pinksterweekend viel nazi-Duitsland Nederland binnen. Samen met haar ouders en Den Ouden probeerde ze via Parijs en Bordeaux naar Engeland te ontkomen. Uit Bordeaux vertrokken zes schepen. Ze werden ingescheept aan boord van de Nigerstroom die normaal op Afrika voer. Het bleek het enige schip van de zes dat de oversteek voltooide; de overige vijf werden allemaal in de Golf van Biskaje getorpedeerd.
In Londen werkte ze eerst als ontwerpster voor kinderkleding in Bond Street (Westminster), ze was in Amsterdam ook al modeontwerpster. Tijdens de Tweede Wereldoorlog werkte ze als Jetje van Radio Oranje mee aan het cabaret De Watergeus van Radio Oranje dat vanuit Londen uitzendingen voor het bezette Nederland verzorgde. Haar teksten, zoals "Op de hoek van de straat staat een NSB'er" op de toen bekende melodie van Ständchen van de Groninger componist Jonny Heykens, waren geschreven door haar vader Jo Paerl. Toen de bezetting harder en grimmiger werd schrapte de Nederlandse regering in Londen het cabaretprogramma.

### Na de bevrijding

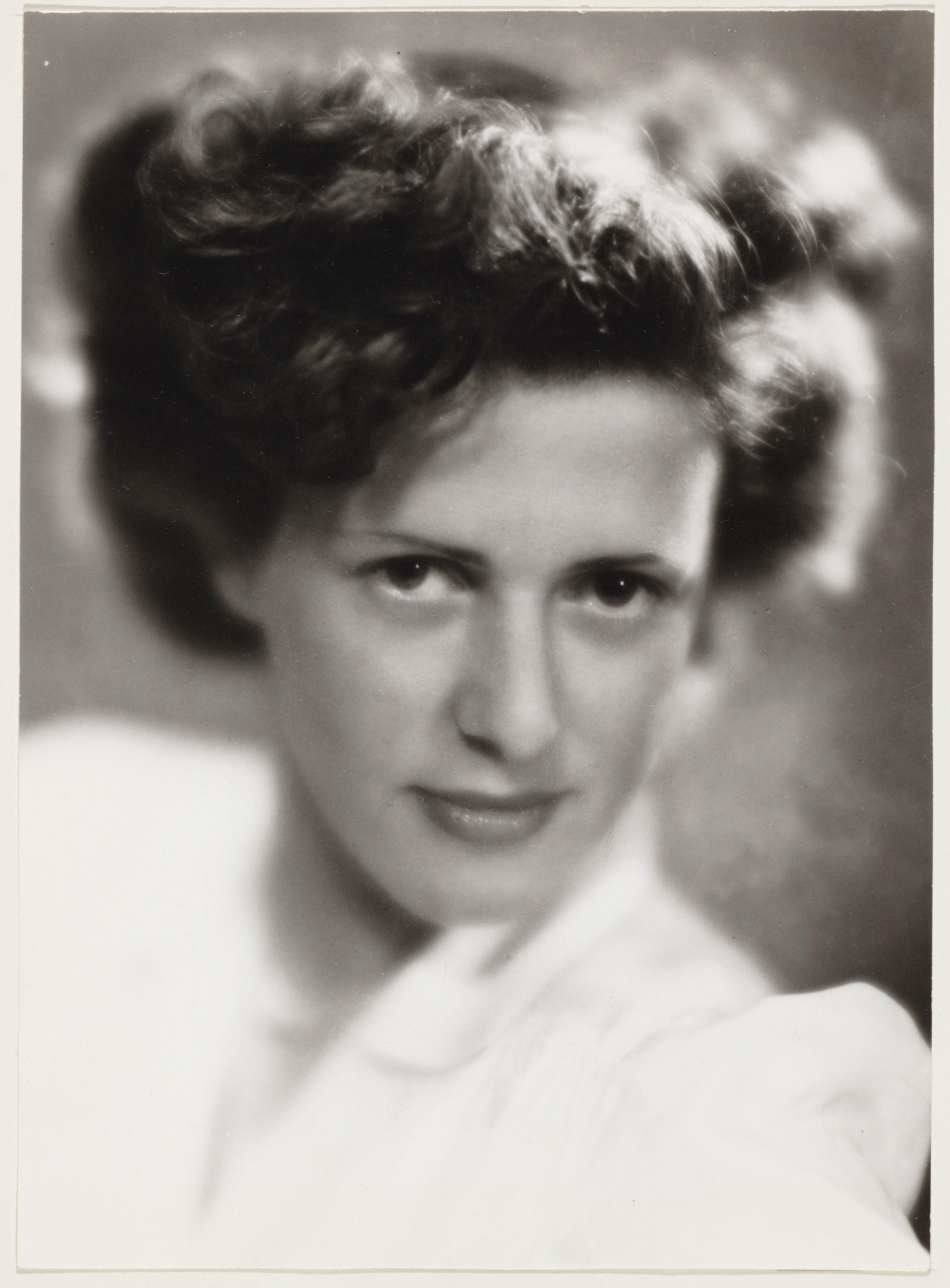
Jetty Paerl in 1947

Jetty Paerl sloot zich aan bij het Vrijwillig Vrouwen Hulpkorps en de Prinses Irene Brigade en reed in die hoedanigheid op drietonners. Terug in Amsterdam bleek een groot deel van haar joodse familie, met uitzondering van haar broers, de oorlog niet te hebben overleefd.
"Jetje van Radio Oranje" werd de zangeres Jetty Paerl, die op de Hilversumse zenders regelmatig te horen was bij bekende orkesten. Zij maakte deel uit van onder meer The Swinging Nightingales met Ans Heidendaal en  Sonja Oosterman en bekend van Kom d'r in en zet je hoed af. Ze trad een seizoen lang op in de Snip en Snap Revue van René Sleeswijk sr..

### Eurovisiesongfestival in Lugano
Jetty Paerl had de eer om in 1956 het allereerste liedje ooit op het Eurovisiesongfestival te mogen zingen. In haar persoon opende Nederland het grootste liedjesfestival ter wereld. Bij het allereerste Eurovisiesongfestival werden per land twee afgevaardigden gestuurd. Samen met Jetty Paerl was ook Corry Brokken voor Nederland afgevaardigd. Brokken won het festival een jaar later. Paerl kwam uit met het liedje De vogels van Holland dat werd geschreven door Annie M.G. Schmidt en gecomponeerd door Cor Lemaire. Het liedje werd tweede, samen met alle andere liedjes. Alleen Zwitserland won, met het liedje Refrain van Lys Assia. De later populair geworden "spannende" puntentelling bestond nog niet.

## Persoonlijk
Paerl trouwde in 1958 met de tekenaar Cees Bantzinger. Ze kregen in 1959 een dochter Anne-Rose.
Jetty Paerl overleed in 2013 op 92-jarige leeftijd te Amstelveen.